# Seznam slovenskih mladinskih besedil v tujih jezikih
Seznam slovenskih mladinskih besedil v tujih jezikih.

## G
- Jelka Godec Schmidt: Goblin Looser and Chameleon, 1, 2

## K
- Kajetan Kovič: Magic Muri, Cats at the fair
- Polonca Kovač: Byliny male čarodejky, Mažosios burtininkes vaistažoles, Onkel Kuhlschrank, die Gluckstrommel und der kanarienvogel

## L
- Fran Levstik: Martin Krpan

## M
- Svetlana Makarovič: Little Devil Tiny, Cosies on the flying spoon, Where to, oh where to, cosies?, Scruppycat and the other stories, Skipmouse, Mishmash bakery, Puss-paws, Oka the owl, A screech owl on the stick, Zofka the witch, Fluffy-huffy, Kuzma the gremlin wins a prize, Sapperlottchen
- Marjan Manček: The Hillies series
- Frane Milčinski: Tinkle Sleepyhead
- Desa Muck: Lying Suzy, Daughter of the moon, Girls home alone, The Annie series

## O
- Mojca Osolnik: Crow Sophia and her nest, Vladimir the snail, A house searching for sunshine

## P
- Ela Peroci: My umbrella can turn into a balloon (1962)
- Lila Prap: Animal Alphabet, Animal Lullabies, Animals international dictionary, Why, Little creatures, 1001 fairy tales
- Tatjana Pregl Kobe: Cunjasta dvojčka

## R
- Slavica Remškar: Slovenian folk tales and illustrated songbooks named Lullabies

## S
- Leopold Suhodolčan: Piko the Dinosaur

## Š
- Anja Štefan: The corner at world's end, Booby and the boat, Turn, turn, little mill, The miraculous little mill

## V
- Matija Valjavec: The Shepherd